# Tom Turesson
Tomas Turesson (1942. május 17. – 2004. december 13.)  svéd válogatott labdarúgó.

## Pályafutása

### A válogatottban
1962 és 1971 között 22 alkalommal szerepelt a svéd válogatottban és 9 gólt szerzett. Részt vett az 1970-es világbajnokságon.

## Sikerei, díjai
Club Brugge
- Belga kupa (1): 1969–70